# Loćika (Rekovac)
Pour les articles homonymes, voir Loćika.
Loćika (en serbe cyrillique : Лоћика) est un village de Serbie situé dans la municipalité de Rekovac, district de Pomoravlje. Au recensement de 2011, il comptait 417 habitants.
Loćika est située sur les bords de la Dulenska reka, un des bras qui forment le Lugomir, un affluent de la Velika Morava.

## Démographie
| 1948  | 1953  | 1961  | 1971 | 1981 | 1991 | 2002 | 2011 |
| ----- | ----- | ----- | ---- | ---- | ---- | ---- | ---- |
| 1 135 | 1 130 | 1 057 | 950  | 836  | 681  | 519  | 417  |

|  |